# Liste der Ministerpräsidenten Finnlands
Dies ist die Liste der Ministerpräsidenten von Finnland. Seit der Unabhängigkeit 1917 ist der Ministerpräsident der Vorsitzende der finnischen Regierung.

## Liste der Ministerpräsidenten
| #    | # | Bild                                    | Name (Lebensdaten)                | Amtsantritt        | Amtsaustritt       | Partei    | Kabinett/e                                      |
| ---- | - | --------------------------------------- | --------------------------------- | ------------------ | ------------------ | --------- | ----------------------------------------------- |
| 1    |   | Pehr Evind Svinhufvud                   | Pehr Evind Svinhufvud (1861–1944) | 27. November 1917  | 27. Mai 1918       | NSP       | Svinhufvud I                                    |
| 2    |   | Juho Kusti Paasikivi                    | Juho Kusti Paasikivi (1870–1956)  | 27. Mai 1918       | 26. November 1918  | SP        | Paasikivi I                                     |
| 3    |   | Lauri Ingman                            | Lauri Ingman (1868–1934)          | 26. November 1918  | 17. April 1919     | KOK       | Ingman I                                        |
| 4    |   | Kaarlo Castrén                          | Kaarlo Castrén (1860–1938)        | 17. April 1919     | 15. August 1919    | ED        | K. Castrén                                      |
| 5    |   | Juho Vennola                            | Juho Vennola (1872–1938)          | 15. August 1919    | 15. März 1920      | ED        | Vennola I                                       |
| 6    |   | Rafael Erich                            | Rafael Erich (1879–1946)          | 15. März 1920      | 9. April 1921      | KOK       | Erich                                           |
| (5)  |   | Juho Vennola                            | Juho Vennola (1872–1938)          | 9. April 1921      | 2. Juni 1922       | ED        | Vennola II                                      |
| 7    |   | Aimo Cajander                           | Aimo Cajander (1879–1943)         | 2. Juni 1922       | 14. November 1922  | parteilos | Cajander I                                      |
| 8    |   | Kyösti Kallio                           | Kyösti Kallio (1873–1940)         | 14. November 1922  | 18. Januar 1924    | ML        | Kallio I                                        |
| (7)  |   | Aimo Cajander                           | Aimo Cajander (1879–1943)         | 18. Januar 1924    | 31. Mai 1924       | parteilos | Cajander II                                     |
| (3)  |   | Lauri Ingman                            | Lauri Ingman (1868–1934)          | 31. Mai 1924       | 31. März 1925      | KOK       | Ingman II                                       |
| 9    |   | Antti Tulenheimo                        | Antti Tulenheimo (1879–1952)      | 31. März 1925      | 31. Dezember 1925  | KOK       | Tulenheimo                                      |
| (8)  |   | Kyösti Kallio                           | Kyösti Kallio (1873–1940)         | 31. Dezember 1925  | 13. Dezember 1926  | ML        | Kallio II                                       |
| 10   |   | Väinö Tanner                            | Väinö Tanner (1881–1966)          | 13. Dezember 1926  | 17. Dezember 1927  | SDP       | Tanner                                          |
| 11   |   | Juho Sunila                             | Juho Sunila (1875–1936)           | 17. Dezember 1927  | 22. Dezember 1928  | ML        | Sunila I                                        |
| 12   |   | Oskari Mantere                          | Oskari Mantere (1874–1942)        | 22. Dezember 1928  | 16. August 1929    | ED        | Mantere                                         |
| (8)  |   | Kyösti Kallio                           | Kyösti Kallio (1873–1940)         | 16. August 1929    | 6. Juli 1930       | ML        | Kallio III                                      |
| (1)  |   | Pehr Evind Svinhufvud                   | Pehr Evind Svinhufvud (1861–1944) | 6. Juli 1930       | 16. Februar 1931   | KOK       | Svinhufvud II                                   |
| (11) |   | Juho Sunila                             | Juho Sunila (1875–1936)           | 21. März 1931      | 14. Dezember 1932  | ML        | Sunila II                                       |
| 13   |   | Toivo Kivimäki                          | Toivo Kivimäki (1886–1968)        | 14. Dezember 1932  | 7. Oktober 1936    | ED        | Kivimäki                                        |
| (8)  |   | Kyösti Kallio                           | Kyösti Kallio (1873–1940)         | 7. Oktober 1936    | 12. März 1937      | ML        | Kallio IV                                       |
| (7)  |   | Aimo Cajander                           | Aimo Cajander (1879–1943)         | 12. März 1937      | 1. Dezember 1939   | parteilos | Cajander III                                    |
| 14   |   | Risto Ryti                              | Risto Ryti (1889–1956)            | 1. Dezember 1939   | 3. Januar 1941     | ED        | Ryti I Ryti II                                  |
| 15   |   | Jukka Rangell                           | Jukka Rangell (1894–1982)         | 3. Januar 1941     | 5. März 1943       | ED        | Rangell                                         |
| 16   |   | Edwin Linkomies                         | Edwin Linkomies (1894–1963)       | 5. März 1943       | 8. August 1944     | KOK       | Linkomies                                       |
| 17   |   | Antti Hackzell                          | Antti Hackzell (1881–1946)        | 8. August 1944     | 21. September 1944 | KOK       | Hackzell                                        |
| 18   |   | Urho Castrén                            | Urho Castrén (1886–1965)          | 21. September 1944 | 17. November 1944  | KOK       | U. Castrén                                      |
| (2)  |   | Juho Kusti Paasikivi                    | Juho Kusti Paasikivi (1870–1956)  | 17. November 1944  | 26. März 1946      | KOK       | Paasikivi II                                    |
| 19   |   | Mauno Pekkala                           | Mauno Pekkala (1890–1952)         | 26. März 1946      | 29. Juli 1948      | SKDL      | Pekkala                                         |
| 20   |   | Karl-August Fagerholm                   | Karl-August Fagerholm (1901–1984) | 29. Juli 1948      | 17. März 1950      | SDP       | Fagerholm I                                     |
| 21   |   | Urho Kekkonen                           | Urho Kekkonen (1900–1986)         | 17. März 1950      | 17. November 1953  | ML        | Kekkonen I Kekkonen II Kekkonen III Kekkonen IV |
| 22   |   | Sakari Tuomioja                         | Sakari Tuomioja (1911–1964)       | 17. November 1953  | 5. Mai 1954        | parteilos | Tuomioja                                        |
| 23   |   | Ralf Törngren                           | Ralf Törngren (1899–1961)         | 5. Mai 1954        | 20. Oktober 1954   | RKP       | Törngren                                        |
| (21) |   | Urho Kekkonen                           | Urho Kekkonen (1900–1986)         | 20. Oktober 1954   | 17. Februar 1956   | ML        | Kekkonen V                                      |
| (20) |   | Karl-August Fagerholm                   | Karl-August Fagerholm (1901–1984) | 17. Februar 1956   | 27. Mai 1957       | SDP       | Fagerholm II                                    |
| 24   |   | Vieno Sukselainen                       | Vieno Sukselainen (1906–1995)     | 27. Mai 1957       | 29. November 1957  | ML        | Sukselainen I                                   |
| 25   |   | Rainer von Fieandt                      | Rainer von Fieandt (1890–1972)    | 29. November 1957  | 26. April 1958     | parteilos | von Fieandt                                     |
| 26   |   | Reino-Kuuskoski                         | Reino Kuuskoski (1907–1965)       | 26. April 1958     | 29. August 1958    | parteilos | Kuuskoski                                       |
| (20) |   | Karl-August Fagerholm                   | Karl-August Fagerholm (1901–1984) | 29. August 1958    | 13. Januar 1959    | SDP       | Fagerholm III                                   |
| (24) |   | Vieno Sukselainen                       | Vieno Sukselainen (1906–1995)     | 13. Januar 1959    | 3. Juli 1961       | ML        | Sukselainen II                                  |
| 27   |   | Martti-Miettunen-1973                   | Martti Miettunen (1907–2002)      | 14. Juli 1961      | 13. April 1962     | ML        | Miettunen I                                     |
| 28   |   | Ahti Karjalainen                        | Ahti Karjalainen (1923–1990)      | 13. April 1962     | 18. Dezember 1963  | ML        | Karjalainen I                                   |
| 29   |   |                                         | Reino Ragnar Lehto (1898–1966)    | 18. Dezember 1963  | 12. September 1964 | parteilos | Lehto                                           |
| 30   |   | Johannes Virolainen                     | Johannes Virolainen (1914–2000)   | 12. September 1964 | 27. Mai 1966       | ML        | Virolainen                                      |
| 31   |   | Rafael Paasio                           | Rafael Paasio (1903–1980)         | 27. Mai 1966       | 22. März 1968      | SDP       | Paasio I                                        |
| 32   |   | Mauno Koivisto                          | Mauno Koivisto (1923–2017)        | 22. März 1968      | 14. Mai 1970       | SDP       | Koivisto I                                      |
| 33   |   | Teuvo-Aura-1965                         | Teuvo Aura (1912–1999)            | 14. Mai 1970       | 15. Juli 1970      | parteilos | Aura I                                          |
| (28) |   | Ahti Karjalainen                        | Ahti Karjalainen (1923–1990)      | 15. Juli 1970      | 29. Oktober 1971   | KESK      | Karjalainen II                                  |
| (33) |   | Teuvo-Aura-1965                         | Teuvo Aura (1912–1999)            | 29. Oktober 1971   | 23. Februar 1972   | parteilos | Aura II                                         |
| (31) |   | Rafael Paasio                           | Rafael Paasio (1903–1980)         | 23. Februar 1972   | 4. September 1972  | SDP       | Paasio II                                       |
| 34   |   | Kalevi Sorsa                            | Kalevi Sorsa (1930–2004)          | 4. September 1972  | 13. Juni 1975      | SDP       | Sorsa I                                         |
| 35   |   | Pirkko-Keijo-Liinamaa mit Familie, 1964 | Keijo Liinamaa (1929–1980)        | 13. Juni 1975      | 30. November 1975  | parteilos | Liinamaa                                        |
| (27) |   | Martti-Miettunen-1973                   | Martti Miettunen (1907–2002)      | 30. November 1975  | 15. Mai 1977       | KESK      | Miettunen II Miettunen III                      |
| (34) |   | Kalevi Sorsa                            | Kalevi Sorsa (1930–2004)          | 15. Mai 1977       | 26. Mai 1979       | SDP       | Sorsa II                                        |
| (32) |   |                                         | Mauno Koivisto (1923–2017)        | 26. Mai 1979       | 26. Januar 1982    | SDP       | Koivisto II                                     |
| (34) |   | Kalevi Sorsa                            | Kalevi Sorsa (1930–2004)          | 19. Februar 1982   | 30. April 1987     | SDP       | Sorsa III Sorsa IV                              |
| 36   |   | Harri Holkeri                           | Harri Holkeri (1937–2011)         | 30. April 1987     | 26. April 1991     | KOK       | Holkeri                                         |
| 37   |   | Esko Aho                                | Esko Aho (* 1954)                 | 26. April 1991     | 13. April 1995     | KESK      | Aho                                             |
| 38   |   | Paavo Lipponen                          | Paavo Lipponen (* 1941)           | 13. April 1995     | 17. April 2003     | SDP       | Lipponen I Lipponen II                          |
| 39   |   | Anneli Jäätteenmäki                     | Anneli Jäätteenmäki (* 1955)      | 17. April 2003     | 24. Juni 2003      | KESK      | Jäätteenmäki                                    |
| 40   |   | Matti Vanhanen                          | Matti Vanhanen (* 1955)           | 24. Juni 2003      | 22. Juni 2010      | KESK      | Vanhanen I Vanhanen II                          |
| 41   |   | Mari Kiviniemi                          | Mari Kiviniemi (* 1968)           | 22. Juni 2010      | 22. Juni 2011      | KESK      | Kiviniemi                                       |
| 42   |   | Jyrki Katainen                          | Jyrki Katainen (* 1971)           | 22. Juni 2011      | 24. Juni 2014      | KOK       | Katainen                                        |
| 43   |   | Alexander Stubb                         | Alexander Stubb (* 1968)          | 24. Juni 2014      | 29. Mai 2015       | KOK       | Stubb                                           |
| 44   |   | Juha Sipilä                             | Juha Sipilä (* 1961)              | 29. Mai 2015       | 6. Juni 2019       | KESK      | Sipilä                                          |
| 45   |   | Antti Rinne                             | Antti Rinne (* 1962)              | 6. Juni 2019       | 10. Dezember 2019  | SDP       | Rinne                                           |
| 46   |   | Sanna Marin                             | Sanna Marin (* 1985)              | 10. Dezember 2019  | 20. Juni 2023      | SDP       | Marin                                           |
| 47   |   | Petteri Orpo                            | Petteri Orpo (* 1969)             | 20. Juni 2023      | amtierend          | KOK       | Orpo                                            |

## Interimsweise amtierende Ministerpräsidenten
| Bild | Bild          | Name (Lebensdaten)        | Amtsantritt        | Amtsaustritt     | Partei    | Kabinett      | Bemerkungen                                                                   |
| ---- | ------------- | ------------------------- | ------------------ | ---------------- | --------- | ------------- | ----------------------------------------------------------------------------- |
|      | Juho Vennola  | Juho Vennola (1872–1938)  | 18. Februar 1931   | 21. März 1931    | ED        | Svinhufvud II | Vertretung für Pehr Evind Svinhufvud, der zum Staatspräsidenten gewählt wurde |
|      | Rudolf Holsti | Rudolf Holsti (1881–1945) | 17. Februar 1937   | 12. März 1937    | ED        | Kallio IV     | Vertretung für Kyösti Kallio, der zum Staatspräsidenten gewählt wurde         |
|      | Rudolf Walden | Rudolf Walden (1878–1946) | 27. März 1940      | 4. Januar 1941   | parteilos | Ryti II       | Vertretung für Risto Ryti, der zum Staatspräsidenten gewählt wurde            |
|      | Carl Enckell  | Carl Enckell (1876–1959)  | 9. März 1946       | 26. März 1946    | parteilos | Paasikivi II  | Vertretung für Juho Kusti Paasikivi, der zum Staatspräsidenten gewählt wurde  |
|      |               | Eemil Luukka (1892–1970)  | 3. Juli 1961       | 14. Juli 1961    | ML        |               |                                                                               |
|      |               | Eino Uusitalo (1924–2015) | 11. September 1981 | 19. Februar 1982 | KESK      | Koivisto II   | Vertretung für Mauno Koivisto, der Staatspräsident Urho Kekkonen vertrat      |

## Wissenswertes
- 2003 wurde mit Anneli Jäätteenmäki erstmals eine Frau zum Regierungsvorsitzenden Finnlands gewählt.
- Bislang konnten nur sechs Regierungen eine Legislaturperiode von vier Jahren bestehen:
  - Kabinett Kivimäki (1932–1936)
  - Kabinett Sorsa IV (1983–1987)
  - Kabinett Holkeri (1987–1991)
  - Kabinett Aho (1991–1995)
  - Kabinett Lipponen I (1995–1999)
  - Kabinett Lipponen II (1999–2003)
- Das Kabinett Sipilä trat am 8. März 2019 wegen der gescheiterten Gesundheitsreform zurück, nur knapp einen Monat vor der Parlamentswahl 2019.

Toivo Kivimäki gelang dies sogar mit einer Minderheitsregierung.
- Das Übergangskabinett Hackzell amtierte lediglich 45 Tage. Annelli Jäätteenmäki führte mit 69 Tagen die kürzeste Amtszeit einer fixen Regierung.
- Urho Kekkonen war Ministerpräsident fünf verschiedener Regierungen zwischen 1950 und 1956, ehe er zum Staatspräsidenten gewählt wurde.
- Fast 26 Jahre nach dem Ende seiner ersten Amtszeit wurde Juho Kusti Paasikivi 1944 zum zweiten Mal Ministerpräsident.
- Vier Parteien stellten bislang nur einmal den Ministerpräsident: Die Jungfinnische Partei (Svinhufvud) und die Finnische Partei (Paasikivi), die beide jedoch nur bis 1918 bestanden, die Demokratische Union des Finnischen Volkes (Pekkala) und die Schwedische Volkspartei (Törngren).
- Die letzte Minderheitsregierung führte Martti Miettunen 1976/77. Zuvor hatte es bereits 18 Minderheitsregierungen gegeben, achtmal waren Übergangsregierungen im Amt.
- Der Ministerpräsident verdient genauso viel wie der Parlamentssprecher. Im Mai 2011 waren das 11.675 Euro.